# Hugo Sánchez Solari
Hugo Alberto Sánchez Solari (Huancayo, 8 de abril de 1935; Lima, 31 de marzo de 2024) fue un contador público colegiado , empresario y político peruano. Primer alcalde del Distrito de San Borja (1984-1992).

## Biografía
Nacido en el distrito de El Tambo, Huancayo, el 8 de abril de 1935; es hijo de Néstor Rómulo Sánchez Meza y de Julia Edelmira Solari Beretta. Sus estudios escolares los realizó en la Escuela Moderna (1944-1945) y en el Instituto Pedagógico de Varones (1946-1952) ubicados en el distrito de Jesús María; culminándolos en la Gran Unidad Escolar Bartolomé Herrera del Distrito de San Miguel. Estudió Ciencias Económicas y Comerciales en la Pontificia Universidad Católica del Perú, entre 1955 y 1959.
Se casó con Hilda Consuelo Cacho Villegas el 8 de enero de 1961 con quien tuvo 8 hijas, 15 nietos y 6 bisnietas. Enviudó el 21 de enero del 2000.
Desarrolló su labor profesional en el sector privado, trabajando como y empresario y Contador Público de manera independiente y desempeñándose exitosamente en diferentes rubros como la minería, exportación. En el sector de construcción también se destacó en los años 60s en la edificación y venta de casas en el sector inmobiliario. Fue pionero en el campo de las lunas polarizadas en Perú siendo el primero en traerlas a Lima en los 70s con su empresa International Sun Filter.  Gerenció sus empresas, Inmobiliaria y Financiera GILIROMA  y Comercial JAMAURDE,  ambas a raíz de las iniciales de los nombres de sus 8 hijas, Minera Hilda por su difunta y amada esposa como el describe en uno de sus libros. .Más adelante en los 90s  creó  la empresa Gold Car S.A.  en el sector del mármol para la construcción.
Incursionó en la actividad política en las elecciones municipales de 1983, postulando a la Alcaldía del Distrito de San Borja como representante del Partido Popular Cristiano, siendo elegido para el periodo 1984-1986, reelecto por el mismo partido para el periodo 1987-1989, y luego en las elecciones municipales de 1989 se presenta por la alianza electoral FREDEMO por el cual consigue ejercer un tercer mandato en el periodo 1990-1992. Culminó exitosamente sus 3 periodos municipales siendo premiado tanto a nivel nacional cada año de su trayectoria por las revistas Caretas, Revista Gente y  el periodismo peruano así como internacionalmente. En Miami recibió la llave de la Ciudad como Mejor Alcalde Sudamericano y en España, Galicia fue premiado como el Mejor Alcalde Iberoamericano.
Algunas de sus obras en San Borja:
Palacio Municipal y Centro Cívico Administrativo con Auditorio Municipal
Piscina olímpica y semi olímpica (concesionadas hasta el día de hoy desde su sucesora la Sra. Cuculiza)
Polideportivo Limatambo
La Alameda de los Héroes del Cénepa en Av. San Borja Norte al costado del Pentagonito
Parque Olímpico en la Av San Borja Sur al costado del Pentagonito
Olimpiadas sanborjinas donde participaban los diferentes colegios del distrito y entrenaban gratuitamente en las instalaciones del Polideportivo Limatambo en vóley, básquet y fulbito.
Marchas  y competencias de la mejor escolta con banda de los colegios en cada aniversario del distrito en el mes de junio
Corzo samborjino con carros alegóricos por todo San Borja con la participación de las diferentes empresas auspiciadoras
Celebración final del distrito cada año con el show de los diferentes artistas de moda adhonorem y totalmente gratuito el cual se cerraba a la media noche con fuegos artificiales
Parques y jardines (siendo premiado cada año por los mejores parques y jardines a nivel nacional)
Inauguración de la flota del primer serenazgo a nivel nacional en 1991 con 4 camionetas pickup bien acondicionadas y conectadas las 24 horas con el alcalde y policía nacional
Centro bromatológico y velatorio municipal (actualmente fue concesionado desde mi sucesora la Sra. Cuculiza y siendo aún al día de hoy, la Clínica de las Especialidades Médicas de San Borja)
Señalización de las calles
Semaforizacion
Iluminación de parques y jardines
Moderno recojo de residuos sólidos
Actividades culturales con la mayoría de embajadas acreditadas en el Perú para regocijo de sus vecinos en el Auditorio Municipal
Primer centro de cómputo de San Borja apadrinado por la primera dama del Perú, Sra. Susana Higushi
Hugo Sánchez Solari es recordado con aprecio y especial estima por los aún trabajadores de la municipalidad distrital que lo conocieron desde su primera gestión como burgomaestre.
En su vida personal se caracterizó por reunir a su familia en concurridas y divertidas reuniones familiares en su casa en la calle Rousseau de San Borja Muy querido por sus hermanos, primos, sobrinos y nietos.
Los domingos sin falta llevaba a toda su familia es decir 10 persona's en un auto, al Country Club El Bosque, donde a varias de ellas les enseñó a flotar y nadar, las llevó a todas junto con su esposa ala Feria del Hogar donde gozaba de los juegos junto con ellas menos su esposa que le tenía temor a la "ruleta rusa y esos juegos llenos de adrenalina. También llevó a todas sus hijas junto con su esposa al Amauta a ver a los famosos jovencitos del grupo musical Menudo que sabía sus hijas admiraban. Siempre llevaba a casa los discos de moda y los domingos familiares de tallarines rojos 
Tuvo la dicha de celebrar sus 88 años el 8 de abril del 2023 en un local finamente cedido por el actual Alcalde Marco Álvarez con quien sostuvo una respetuosa y linda amistad.  Fue una emotiva fiesta familiar y con sus amigos más cercanos. Vinieron de sorpresa del extranjero dos de sus hijas, su nieto y familia. Teniendo de compañía a su familia completa. No faltó nadie
Falleció el domingo 31 de marzo de 2024 en domingo de Pascua de Resurrección a los 88 años de edad estando siempre en compañía de sus hijas y su familia. Sus restos fueron velados en la parroquia Santísimo Nombre de Jesús en San Borja el 1 y 2 de abril de 2024 hasta las 12:30 en que su féretro fue recogido con un protocolo a cargo de la Municipalidad de San Borja con destino al Auditorio Municipal en donde se le celebraron sus Honras Fúnebres de 1 a 2pm junto con su familia y amigos con un sentido homenaje celebrado por el alcalde Marco Alvarez Vargas. Luego fue trasladado al cementerio Jardines de La Paz del Distrito de  La Molina para su entierro, en donde recibió cristiana sepultura junto a su  difunta esposa Hilda Consuelo Cacho Villegas fallecida el 21 de enero del 2000.
El Distrito de San Borja decretó la Resolución de Alcaldía 004-2024-MSB publicada en el diario El Peruano en la que se declaró dos días de duelo distrital e izamiento de la bandera municipal a media asta.
Una de sus populares frases fueron: 
"No hay peor gestión que la que no se hace"
Su lema como alcalde fue: "San Borja Cumple"
Nunca dejó de visitar en el cementerio año tras año al  gran amor de su vida a su muñeca y difunta esposa Hilda, incluso hasta el año 2023 casi un año antes de su deceso. 
Le gustaba como afición. jugar ajedrez y en los últimos años a falta de contrincante, los juegos de mesa con sus hijas en cada domingo familiar. Don Hugo fue una persona de esas que no abundan, con un gran sentido del humor y don de gentes. Era un caballero muy inteligente y padre amoroso. Fue un hombre romántico que no olvidó jamás las rosas rojas en cada aniversario con su esposa Hilda y para cada cumpleaños de ella. Siempre celebrando sus respectivos cumpleaños con una concurrida fiesta llena de amigos, familia y mucha alegría, cerrando la noche con el baile de un elegante y romántico tango. En cada viaje de negocios le dedicaba postales y cartas llenas de amor y romance.
Cada domingo era familiar con su esposa y sus hijas aún niñas las llevaba al Country Club el Bosque en donde a varias de ellas les enseñó a flotar y nadar.
Las visitas en familia a la popular Feria del Hogar, eran únicas. se subía a los juegos mecánicos con ellas, a la montaña rusa y demás a excepción de su esposa que era más temerosa. 
Cuando vino el grupo Menudo por primera  vez a Lima, llevó a todas sus hijas al Amauta.
Fue un padre bueno, abnegado a su trabajo, noble y con carácter para educar sin necesidad de golpear. Le gustaba conversar y hacer entender los valores que debían siempre primar en una persona. A no ser vengativos y a saber perdonarse entre hermanas. Les inculcó a sus hijas lo importante de mantener una familia integrada y unida. Fue un buen hombre con un profundo amor a sus padres y a Dios.